# François VIII. de La Rochefoucauld

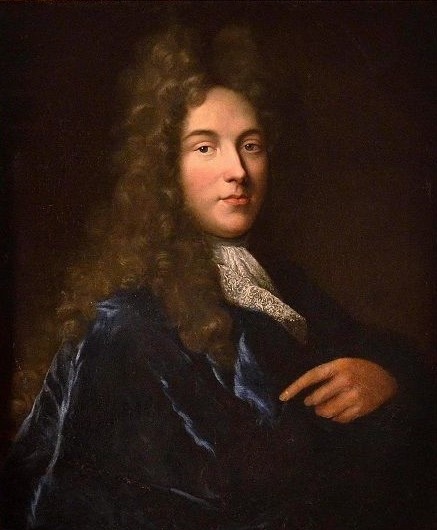
Porträt von François VIII. de La Rochefoucauld, Anonym, 18. Jahrhundert

François VIII. de La Rochefoucauld (* 17. August 1663; † 22. April 1728 in Paris) aus dem Haus La Rochefoucauld war ein französischer Aristokrat, Militär und Großoffizier der Krone.
Er war 4. Duc de La Rochefoucauld, Pair de France, 7. Prince de Marcillac, 2. Duc de La Roche-Guyon, Marquis de Barbezieux, Comte de Durtal, Seigneur et Baron de Cahusac, de Verteuil, de Montignac, de Charente, de Tourriers, de Montclar, d’Estissac, de Saint-Claud, de Genac et d’Anville.

## Leben
François VIII. de La Rochefoucauld ist der älteste Sohn von François VII. de La Rochefoucauld, 3. Duc de La Rochefoucauld (1634–1714), und Jeanne Charlotte du Plessis, Dame de Liancourt (wohl 1645–1674); sie war die Tochter Henri Roger de Plessis de Liancourt, Comte de La Roche-Guyon, und Anne Elisabeth de Lannoy, sowie Enkelin und Erbin von Roger du Plessis, Duc de La Roche-Guyon, Pair de France, und Jeanne de Schomberg. François wurde anfangs Comte de Durtal genannt.
Er begann er seine militärische Karriere bei den Musketieren des Königs, zwei Jahre später, am 20. November 1679 wurde er en survivance seines Vaters Grand-maître de la garde robe du Roi und Grand-veneur de France. Ebenfalls im November 1679 wurde er Duc und Pair de France durch Wiedererrichtung des Herzogtums La Roche-Guyon seines Großvaters Roger du Plessis († 1. August 1674), dessen Duché-Pairie erloschen war, mit Erbrecht für seinen männlichen und weibliche Nachkommen (registriert im Parlement de Paris am 27. März 1681). Bis zum Tod seines Vaters nannte er sich nun Duc de La Roche-Guyon.
Am 4. September 1683 wurde er Oberst des Régiment de Navarre. Er kämpfte 1684 bei der Belagerung von Luxemburg, 1689 bei der Eroberung der Kurpfalz und 1690 in der Schlacht bei Fleurus. Am 9. Januar 1691 wurde er zum Brigadier der Infanterie ernannt und diente in diesem Rang bei den Belagerungen von Belagerung von Mons (1691), der Belagerung von Namur (1692) und der Schlacht bei Steenkerke (3. August 1692). In der Schlacht von Neerwinden (29. Juli 1693) wurde er so schwer am Fuß verwundet, dass er verkrüppelt blieb und in den Jahren 1694 und 1695 nicht dienstfähig war. Am 3. Januar 1696 wurde der Duc de La Roche-Guyon zum Maréchal de camp befördert und gab daraufhin sein Regiment ab; 1696 und 1697 diente in seinem neuen Rang in der Flandernarmee.
Als sein Vater am 11. Januar 1714 starb, wurde er der 4. Duc de La Rochefoucauld; am 2. September 1715 leistete er vor dem Parlement de Paris seinen Eid als Pair de France; gleichzeitig verkaufte sein Amt als Großjägermeister von Frankreich.
Am 2. Juni 1724 wurde er als Ritter in den Orden vom Heiligen Geist aufgenommen. Er starb am 22. Januar 1728 und wurde am 25. Januar in der Kirche Saint-Sulpice in Paris beigesetzt.

## Ehe und Nachkommen
Am 23. November 1679 heiratete er Madeleine-Charlotte Le Tellier de Louvois (* wohl 1664; † 18. November 1735 in Paris), Marquise de Barbezieux, Tochter von François Michel Le Tellier, Marquis de Louvois, Minister Ludwigs XIV., und Anne de Souvré, Marquise de Courtenvaux.
Aus ihrer Ehe gingen zehn Kinder hervor:
- François (* 17. April 1681; † 29. Juli 1699), 8. Prince de Marcillac
- Charles Maurice (* 15. August 1684; † 21. April 1694)
- Michel Camille (* 6. Juli 1686; † 3. August 1712 in Cambrai an den Pocken), 9. Prince de Marcillac, 3. Duc de La Roche-Guyon
- Roger (* 27. Juli 1687; † 18. Juni 1717 in Buda), genannt Abbé de La Rochefoucauld, Dezember 1707 Kommendatarabt von Le Bec-Hellouin, 24. Dezember 1708 Abt von Fontfroide, trat später als Prince de Marcillac in kaiserliche Dienste und kämpfte in Ungarn
- Guy (* 19. September 1688 auf Schloss Liancourt; † Mai 1698), Comte de Durtal
- Madeleine Françoise (* 11. September 1689 in Paris; † 22. April 1717), Nonne bei den Filles de Sainte-Marie in Saint-Denis
- Alexandre, (* 29. September 1690 in Paris; † 4. März 1762 auf Schloss La Roche-Guyon), genannt Comte de Montignac, 1712 10. Prince de Marcillac, 1728 5. Duc de La Rochefoucauld, Pair de France, 1731 5. Duc de La Roche-Guyon; ⚭ 30. Juli 1715 Marie Louise Elisabeth Nicole Bermond du Caylard de Toiras d’Amboise (* 20. Dezember 1691; † 30. September 1752), Comtesse d’Aubijoux, Dame de Sauveterre
- Aimery (* 15. Dezember 1691 in Paris; † 1. November 1699), Comte d’Anville
- Guy (* 8. September 1698 in Paris; † 16. November 1731 ebenda an den Pocken), genannt Comte de La Rochefoucauld, 1702 Malteserordensritter, verließ den Orden 1717 nach dem Tod seines Bruders Roger, 1719 Mestre de camp, 4. Duc de La Roche-Guyon; ⚭  November 1731 (wenige Tage vor seinem Tod) mit päpstlichem Dispens seine Nichte Marie Louise Elisabeth (Nicole) de La Rochefoucauld (* 22. September 1716 in Paris; † 31. Mai 1797 ebenda), Duchesse d’Anville, Comtesse d’Aubijoux, Marquise de Barbezieux, Baronne d’Artye, Tochter und Erbin seines Bruders Alexandre de La Rochefoucauld
- Émilie (* 9. November 1700 in Paris; † 25. Oktober 1753 in Bonnelles), genannt Mademoiselle de La Rochefoucauld; ⚭ (Ehevertrag 3. Januar 1725) 4. Januar 1725 Charles Emmanuel de Crussol, 8. Duc d'Uzès, Premier Pair de France (* 11. Januar 1707 in Paris; † 3. Februar 1762 ebenda).